# Tillandsia ponderosa
Tillandsia ponderosa är en gräsväxtart som beskrevs av Lyman Bradford Smith. Tillandsia ponderosa ingår i släktet Tillandsia och familjen Bromeliaceae. Inga underarter finns listade i Catalogue of Life.